# 2000年代中華電視公司戲劇節目列表
以下列表收錄中華電視公司（簡稱：華視）2000年~2009年播映過的電視劇。
本表列出的內容以首播（第一次播出）的為準，如有沒列出的，為再度播出或改播其他類型節目。除了收錄自製劇外，也含收錄外購劇（大陸劇、日韓劇、歐美影集等）。但常播出的像是：歌仔戲、京劇、迷你劇集、金鐘劇、類戲劇則不收錄。

## 播出頻道

### 華視主頻

#### 八點檔
| 年份   | 首播期間                 | 劇名                | 集數 | 主演 | 網站                       |
| 2000年 | 2月22日 - 4月4日         | 吉祥如意年年來      | 31   | 廖峻、方芳、文英、郁芳、焦恩俊、賈永婕、劉至翰、陳文山、施羽、張復健                                               |                            |
| 2000年 | 4月5日 - 7月25日         | 懷玉公主            | 80   | 鄭家榆、孫耀威、王皓、于佳卉、林健寰、楊寶瑋、陳莎莉、劉克勉、劉雪華、張鳳書、江祖平、陳志朋、許文馨               |                            |
| 2000年 | 7月25日 - 9月6日         | 鹿鼎記              | 32   | 張衛健、譚耀文、朱茵、麥家琪、張茜、陳法蓉、吳辰君、舒淇、林心如、潘虹、張振寰、徐錦江、吳孟達                     |                            |
| 2000年 | 9月6日 - 11月1日         |                     | 41   | 潘儀君、邱心志、岳翎、庹宗華、天心、沈世朋、徐貴櫻、龍隆、葉全真、張復建、楊潔玫、孟庭麗                           |                            |
| 2000年 | 11月2日 - 2001年2月16日  | 女生向前走          | 73   | 劉雪華、蕭淑慎、川島茉樹代、王瞳、龍劭華、孫興、劉至翰、王耀慶、陳夙雰、明金成、素珠                               |                            |
| 2001年 | 2月19日 - 3月30日        | 才子佳人乾隆皇      | 30   | 韓瑜、王皓、黃維德、蔡安蕎、況明潔、張晨光、六月、謝昇楠、王耀慶、陳亞蘭、陳莎莉                                   |                            |
| 2001年 | 4月2日 - 5月25日         | 西螺七崁            | 40   | 元彪、張庭、李立群、鄭嘉穎、葛蕾、張佩華、楊童舒、童安格、楊娜、王亞楠、周明增                                     |                            |
| 2001年 | 5月28日 - 7月30日        | 追夫三人行          | 46   | 鄭家瑜、張本渝、錢韋杉、劉畊宏、劉至翰、馬志翔、藍正龍、黃仲裕、劉克勉、林美秀、余晉                               |                            |
| 2001年 | 8月22日 - 10月17日       | 新楚留香            | 40   | 任賢齊、林心如、黎耀祥、黎姿、張茜、楊蕊、林熙蕾、鄭浩南、徐少強、楊恭如、陳曉東                                   |                            |
| 2001年 | 12月3日 - 2002年1月17日  | 煙雨江南            | 34   | 蕭淑慎、竇智孔、王皓、李李仁、劉雪華、龍隆、江祖平、王耀慶、張復健、黃維德、韓克柔、楊澤巾                         |                            |
| 2002年 | 1月18日 - 3月15日        | 绝世双骄            | 40   | 林志穎、TAE、徐錦江、李小璐、蕭薔、天心、恬妞、吳啟華、馬景濤、葛蕾                                                |                            |
| 2002年 | 3月18日 - 4月8日         | 正在戀愛中          | 16   | 蔡琳、蘇志燮、崔允英、李宜貞、權相宇                                                                               |                            |
| 2002年 | 4月9日 - 4月30日         | 大家樂歡天          | 16   | 龍劭華、馬如風、季芹、劉至翰、況明潔、施文彬                                                                       |                            |
| 2002年 | 5月1日 - 6月7日          | 世間子女-天下父母心 | 28   | 王識賢、何如芸、湯志偉、倪齊民、張如君、慕鈺華、王耀慶、葉明志、梅嫦芬、林立青、陳立芹                             |                            |
| 2002年 | 6月10日 - 8月2日         | 拍案驚奇            | 40   | 蘇有朋、王艷、宋丹丹、趙毅、寇振海、初星一、張雙利、白雪、王剛、佟瑞欣                                             |                            |
| 2002年 | 8月5日 - 9月6日          | 偷偷愛上你          | 27   | TEA、林韋君、鄭安輪、鍾漢良、許瑋倫、李元伯                                                                        |                            |
| 2002年 | 9月11日 - 10月25日       | 澀女郎              | 33   | 陳好、劉若英、張延、薛佳凝、胡兵、陸毅、陳坤、張世                                                                 |                            |
| 2002年 | 10月28日 - 11月8日       | 紅豆女之戀          | 10   | 張娜拉、金載沅、金來沅、洪恩希                                                                                     |                            |
| 2002年 | 11月11日 - 12月25日      | 流星花園Ⅱ           | 31   | 徐熙媛、F4、鄭雪兒、許效舜、歐定興、甄秀珍、賴雅妍、吳佩慈、董至成、王月、焦姣、錢韋杉、徐華鳳                     |                            |
| 2002年 | 12月25日 - 2003年2月27日 | 倚天屠龍記          | 37   | 蘇有朋、賈靜雯、高圓圓、郭妃麗、徐錦江、王剛、李進榮、劉全、李晟毓、韓夫一、馬強、陶虹                             |                            |
| 2003年 | 2月27日 - 4月15日        | 四大名捕            | 34   | 聶遠、王學兵、何潤東、黃少祺、沈傲君、蔡燦得、陳怡蓉、徐錦江、寇振海                                               |                            |
| 2003年 | 4月16日 - 5月16日        | 美麗俏佳人          | 23   | 葉安婷、施易男、邱琦雯、陳柏諭、劉恆、霍建華、田家達、徐貴櫻、傅雷、楊浩、孟庭麗、劉爾金、麗鳳                     |                            |
| 2003年 | 5月19日 - 6月2日         | 愛、謊言、配偶欄    | 11   | 單元：謊言 庹宗康、張玉嬿、王皓、陳孝萱                                                                            |                            |
| 2003年 | 6月3日 - 6月13日         | 愛、謊言、配偶欄    | 9    | 單元：配偶佳偶怨偶 潘儀君、王道、彭偉華、楊潔玫                                                                    |                            |
| 2003年 | 6月16日 - 6月27日        | 愛、謊言、配偶欄    | 10   | 單元：愛情來了 謝祖武、陳明真、王耀慶、方子萱                                                                      |                            |
| 2003年 | 6月30日 - 8月20日        | 倩女幽魂            | 38   | 陳曉東、徐熙媛、宣萱、聶遠、吳京、元華、恬妞、朱晏、麥家琪、羅嘉良、呂頌賢、陳秀雯、沈曉海                         |                            |
| 2003年 | 8月21日 - 9月17日        | 狂愛龍捲風          | 20   | 徐若瑄、周渝民、朱孝天、文汶、張毓晨、金燕玲、秦沛、許瑋倫、勾峰、屈中恆、陳幼芳、郭世倫                           |                            |
| 2003年 | 9月18日 - 9月26日        | 愛、謊言、配偶欄    | 7    | 單元：真愛、真情、真女人 鄭家榆、劉真、宋達民、陳俊生                                                              |                            |
| 2003年 | 9月29日 - 11月13日       | 武媚娘傳奇          | 34   | 賈靜雯、趙文卓、保劍鋒、孫興、寇振海、楊童舒、田重、施羽、張彤、張本渝、岳躍利、戴春榮、許守欽                     | 網站                       |
| 2003年 | 11月13日 - 2004年1月6日  | 千金百分百          | 39   | 陳喬恩、林韋君、霍建華、溫兆倫、許孟哲、唐志中、柯以柔、劉光遠、趙虹喬、江祖平、廖峻、柯淑勤                       |                            |
| 2004年 | 1月7日 - 2月3日          | 乞丐皇帝            | 19   | 何家勁、天心、宋達民、蘇意菁、金玉嵐、楊麗菁、丁仰國、邱幼旻、金震宇、張復健                                       |                            |
| 2004年 | 2月4日 - 3月30日         | 情人看招            | 40   | 張庭、林煒、劉畊宏、梁家榕、黃文豪、顏嘉樂、高欣欣、溫兆宇、班鐵翔、李國超、王道、龍天翔、曾晴、傅子純、文汶、伊正 | 網站                       |
| 2004年 | 3月31日 - 4月27日        | 候鳥e人             | 20   | 譚俊彥、應采兒、關穎、陳建州、楊丞琳、品冠、高捷、張國柱、蕭艾、林嘉俐                                             | 網站                       |
| 2004年 | 4月28日 - 6月11日        | 情定愛琴海          | 33   | 蘇有朋、蔡琳、何潤東、陳姿穎、傅藝偉、施大生、鮑逸琳                                                               | 網站                       |
| 2004年 | 6月14日 - 7月20日        | 紫藤戀              | 27   | 韓在石、林心如、殷悅、施易男、黃維德、孫興、林美貞、湯志偉                                                         | 網站                       |
| 2004年 | 7月21日 - 8月6日         | 靓女郎              | 13   | 陸明君、許紹洋、婷婷、郭定文、張善為、葉蓉庭、劉恆、金剛、冠子、王道、黃若白、陳為民、戈偉如                       | 網站                       |
| 2004年 | 12月15日 - 2005年2月4日  | 雙響炮              | 38   | 白冰冰、陳好、胡兵、英姿                                                                                           | 網站                       |
| 2005年 | 2月14日 - 3月30日        | 天下第一            | 33   | 郭晉安、霍建華、李亞鵬、劉松仁、葉璇、黃聖依、陳怡蓉、高圓圓、張衛健                                               | 網站                       |
| 2005年 | 3月31日 - 7月7日         | 生命的太陽          | 71   | 宋逸民、王耿豪、吳皓昇、王思佳、廖家儀、何豪傑、黃雨欣、鄒少官、廖峻、談學斌、潘麗麗、蕭惠                         | 網站                       |
| 2005年 | 7月8日 - 8月16日         | 我只在乎你          | 28   | 劉松仁、唐文龍、何如芸、彭于晏、楊謹華、陳宇凡、李康宜                                                             | 網站                       |
| 2005年 | 8月17日 - 2006年2月28日  | 舊情綿綿            | 134  | 沈世朋、周幼婷、霍正奇、王渝文、席曼寧、龍劭華、徐貴櫻、蕭大陸、陳冠霖、陳明真、江祖平、吳皓昇                     | 網站                       |
| 2006年 | 2月28日 - 5月8日         | 天長地久            | 50   | 沈世朋、伊正、潘麗麗、侯湘婷、張瓊姿、張淯茜、王彩樺、馬幼興、談學斌、丁荷棋、李滔、江祖平                         | 網站                       |
| 2006年 | 5月9日 - 6月19日         | 我愛我夫我愛子      | 30   | 邱于庭、倪齊民、王中皇、琛璐、陳豪、林凡詩、張妮、徐玉蘭、文忠、周佐良、楊子旋、王瑜                                     | 網站                       |
| 2006年 | 6月20日 - 8月8日         | 媽媽無罪            | 36   | 張玉嬿、陳莎莉、張佩華、施羽、徐光、田家達、杜俊澤、母丹、霍焰、魯昕                                               | 網站                       |
| 2006年 | 8月9日 - 9月12日         | 大老婆小老公        | 25   | 潘儀君、張勛傑、胡晴雯、梁家榕、丁小芹、王欣逸、艾偉、顧瀚畇、李傑聖、王俐人、高伊玲、胡莉、葛蕾                   | 網站                       |
| 2006年 | 9月13日 - 11月7日        | 超級拍檔            | 40   | 謝祖武、六月、王怡仁、余秉諺、馬世莉、關勇、阿龐、巴戈、徐愛心                                                     | 網站                       |
| 2006年 | 11月8日 - 2007年2月13日  | 寶島少女成功記      | 70   | 陳怡蓉、范逸臣、房思瑜、游詩璟、許安安、彭博劭、李沛旭、范鴻軒、劉秀雯、林在培、張瓊姿、陳若萍                     | 網站                       |
| 2007年 | 2月14日 - 3月5日         | 親親小爸            | 14   | 楊士萱、葉羿君、王心如、羅幼軒、陸廷威、張善傑、蔣偉文、戈偉如、比莉                                               | 網站                       |
| 2007年 | 3月6日 - 3月22日         | 至尊玻璃鞋          | 13   | 唐振剛、周曉涵、龔繼安、陸明君、劉亮佐、林美秀、林利霏、韋汝、陳思璇、張勛傑                                       | 網站                       |
| 2007年 | 4月13日 - 6月5日         | 太陽的女兒          | 41   | 施易男、曾之喬、許瑋倫、林韋君、姚以緹、周采詩、邱秀敏、余秉諺、張復健、和家馨、姚元浩                             | 網站                       |
| 2007年 | 6月6日 - 6月22日         | 愛情新呼吸          | 13   | 陳怡蓉、林峰、安以軒、方中信、姜華                                                                                 | 網站                       |
| 2007年 | 6月25日 - 7月10日        | 麻雀愛上鳳凰        | 12   | 李小璐、李威、金佳、洪小鈴、姚元浩、張正藍                                                                         | 網站                       |
| 2007年 | 7月11日 - 8月10日        | 又見一簾幽夢        | 23   | 方中信、張嘉倪、秦嵐、保劍鋒、曾之喬、張晨光、劉威葳、孫佺、吳冕、曹穎、鄭衛莉、黃勐                               | 網站                       |
| 2007年 | 8月13日 - 9月11日        | 魔劍生死棋          | 22   | 孫協志、劉濤、婷婷、邵兵、馬如風、呂良偉、田家達、曹璐、張豔冰、周子茵                                             | 網站                       |
| 2007年 | 9月12日 - 10月16日       | 超級男女            | 25   | 胡兵、黃維德、安以軒、傳淼、蕭薔、陳莎莉、保劍鋒、戴菲菲、于小偉、陳淑麗                                           | 網站                       |
| 2007年 | 10月17日 - 11月14日      | 換子成龍            | 21   | 楊潔玫、黃文豪、劉愷威、杜淳、馬雅舒、程莉莎、保劍鋒、戴菲菲、于小偉、張浩天                                       | 網站                       |
| 2007年 | 11月15日 - 12月7日       | 順娘                | 17   | 馬雅舒、劉愷威、劉雪華、吳樾、姜鴻、丁莉、宗峰岩、岳躍利、王 暉、蔡晶、劉潔                                        | 網站                       |
| 2007年 | 12月10日 - 2008年1月29日 | 天使之翼            | 37   | 竇智孔、夏如芝、洪小鈴、楊一展、周采詩、陳承祥、陳莎莉、甄秀珍、翁家明、方岑、林在培、趙舜                         | 網站                       |
| 2008年 | 1月30日 - 9月17日        | 歡喜來逗陣          | 161  | 張晨光、苗可麗、張宇、六月、王少偉、趙虹喬、楊銘威、朱芯儀、林美秀、庹宗華、地球                                   | 網站                       |
| 2008年 | 9月17日 - 10月28日       | 三明治先生          | 30   | 霍正奇、韓瑜、狄鶯、方駿、方岑、潘麗麗、婷婷、劉至翰、陳熙鋒、周曉涵、于浩威、納豆、田家達                         | 網站                       |
| 2008年 | 10月29日 - 11月21日      | 出外人生            | 18   | 康丁、席曼寧、蕭大陸、雷洪、唐德惠、江祖平、林健寰、李燕、高山峰、何豪傑、小甜甜、龍天翔                           | align="center"\| 網站      |
| 2008年 | 11月24日 - 12月10日      | 這三個女人          | 13   | 潘儀君、林韋君、潘慧如、路斯明、郭定文、李沛旭、傅天穎、梁又南、郎祖筠、姚黛瑋、謝承均                             | align="center"\| 網站      |
| 2008年 | 12月11日 - 12月31日      | 烈愛傷痕            | 15   | 寇世勳、方岑、鄭家榆、黃文豪、張誼、高峰、岳躍利、霍建華、池華瓊、金安歌                                           | align="center"\| 網站      |
| 2009年 | 1月15日 - 2月16日        | 珍珠                | 18   | 殷桃、保劍鋒、岳躍利、陸廷威、陳宇凡、霍亞明、郭珍霓、徐美玲、馬惠珍、馬崇樂、韓若紫                               | 網站                       |
| 2009年 | 2月17日 - 3月2日         | 我叫金三順          | 10   | 金善雅、玄彬、鄭麗媛、丹尼爾·海尼、李奎翰                                                                          | 網站                       |
| 2009年 | 3月3日 - 4月16日         | 開封有個包青天      | 32   | 鄭家榆、劉至翰、龍劭華、黃韻玲、林煒、金玉嵐、林彥君、陳翊萱、謝麗金、李又麟、李璇                                 | 網站                       |
| 2009年 | 4月20日 - 5月5日         | 浪漫滿屋            | 10   | 宋慧喬、Rain、韓恩廷、金聖洙                                                                                       | 網站                       |
| 2009年 | 5月6日 - 6月4日          | 住左邊住右邊        | 18   | 郭子乾、琇琴、林美秀、黃安琪、賀一航、顏嘉樂、九孔、阿爆、戈偉如、許傑輝、陳奕、張兆志、林暐恆                     | 網站（页面存档备份，存于） |
| 2009年 | 6月8日 - 9月30日         | 魔女18號            | 80   | 六月、趙虹喬、李依瑾、竇智孔、王少偉、楊銘威、苗可麗、張晨光、梅芳、林利霏、小潘潘、張宇、林美秀                   | 網站（页面存档备份，存于） |
| 2009年 | 10月5日 - 10月20日       | 我在墾丁*天氣晴     | 10   | 彭于晏、張鈞甯、阮經天、李康宜、李紹祥、鈕承澤                                                                     | 網站（页面存档备份，存于） |
| 2009年 | 10月21日 - 11月5日       | 別再叫我外籍新娘    | 10   | 王琄、宋達民、范明秋、楊千霈、林佑威、羅時豐、黃炳輝、范瑞薔薇、梁修治、阮氏秋、蔡阿炮、陳氏秋貞                   | 網站（页面存档备份，存于） |
| 2009年 | 11月9日 - 11月26日       | 我在1949，等你      | 12   | 戴君竹、劉愷威、林佑威、李運慶、張晨光、顧寶明、黃小立、小鬼                                                       | 網站（页面存档备份，存于） |
| 2009年 | 12月28日 - 2010年1月28日 | 新倚天屠龍記        | 20   | 鄧超、安以軒、劉競、何琢言、臧金生、張智堯、王媛可、王菁華、吳曉東、何佳怡、張萌、路晨                             | 網站（页面存档备份，存于） |

#### 九點檔
| 年份   | 首播期間                 | 劇名           | 集數 | 主演                                                                                                   | 網站 |
| 2001年 | 8月20日 - 11月7日        | 貧窮貴公子     | 45   | 周渝民、柳翰雅、伊能靜、高浩鈞、劉畊宏、朱孝天                                                         |      |
| 2001年 | 12月19日 - 2002年2月28日 | 橘子醬男孩     | 30   | 朱孝天、黃湘怡、高浩鈞、高浩鈞、林立雯、林利霏、曾國城、郭靜純、湯志偉、倪淑君、吳中天、陳騰龍、郭世倫 |      |
| 2002年 | 3月4日 - 8月6日          | 好小子！哈利   | 24   | 陳彥儒、何妤玟、左樂、周家瑜、楊凱喬、華丞祐、米凱莉、伊正                                             |      |
| 2004年 | 8月16日 - 2005年2月28日  | 華視LIVE有GO站 | 124  | 郭子乾、九孔、許傑輝、吳佳珊、董至成、溫翠萍、葉蓉庭、王夢麟、錢宇珊、傅天穎、巴戈、鄭志偉、小犀斗     | 網站 |
| 2006年 | 5月9日 - 6月13日         | 地下鐵         | 21   | 林心如、霍建華、郝蕾、孫興、李立群、呂洋、黃孟力                                                       | 網站 |
| 2006年 | 6月14日 - 7月18日        | 白袍之戀       | 20   | 郭品超、張勛傑、安以軒、賴雅妍、阿爆、阿龐、張魁、李天柱                                               | 網站 |
| 2006年 | 7月19日 - 8月18日        | 我們結婚吧     | 20   | 賀軍翔、劉喆瑩、楊一展、莎莎、周采詩、夏靖庭、楊淇、北村豐晴、納豆、林逸宏                             | 網站 |
| 2006年 | 8月21日 - 10月3日        | 天堂來的孩子   | 32   | 李威、陳怡蓉、汪政緯、高以翔、隋棠、小鬼、房思瑜、邱秀敏、李天柱、甄秀珍、高捷、施文彬、林立洋         | 網站 |
| 2006年 | 10月4日 - 11月6日        | 白屋之戀       | 24   | 何潤東、袁泉、牛萌萌、李立群、郝平、李俸旭、李小冉、何易、霍亞明、肖華榮、朱莉                         | 網站 |
| 2006年 | 11月8日 - 12月14日       | 剪刀石頭布     | 27   | 陳喬恩、王少偉、張勛傑、林利霏、阿丹、張復健、李黛玲、葛蕾、蔣偉文、楊瓊華、桃子、陳為民               | 網站 |
| 2006年 | 12月18日 - 2007年1月26日 | 假面天使       | 30   | 天心、唐治平、吳中天、傅天穎、隆宸翰、王道、劉雪華、向麗雯、林立洋                                     | 網站 |
| 2007年 | 1月29日 - 3月14日        | 食神           | 29   | 王仁甫、吳佩慈、陳浩民、陳國坤、湯鈞禧、梁小龍、釋行宇、孫耀威、文荻、馬梓涵、黃一飛                   | 網站 |
| 2007年 | 3月15日 - 4月20日        | 巴黎童話       | 22   | 何潤東、李小冉、于小偉、黃家諾、柯穎、欒鳳玲、王麗娜、曾志偉、余安安、趙京男                           | 網站 |
| 2007年 | 4月16日 - 5月31日        | 想飛           | 34   | 許瑋倫、立威廉、印小天、李小冉、柯淑勤、張鐵林、林健寰、李元柏                                         | 網站 |

#### 十點檔

##### 平日
| 年份   | 首播期間                 | 劇名           | 集數 | 主演                                                                                           | 網站                       |
| 2003年 | 1月1日 - 1月30日         | 藍色生死戀     | 21   | 宋承憲、宋慧喬、元斌、韓彩英                                                                   |                            |
| 2003年 | 3月10日 - 4月30日        | 美麗的日子     | 38   | 李炳憲、崔智友、柳時元、李貞賢                                                                 |                            |
| 2003年 | 5月1日 - 5月29日         | 美麗的謊言     | 19   | 崔智友、朴善英、孫志昌、柳時元                                                                 |                            |
| 2003年 | 7月7日 - 9月11日         | All In         | 40   | 李炳憲、池晟、宋慧喬、朴帥眉                                                                   |                            |
| 2004年 | 1月1日 - 2月4日          | 秋水長天       | 20   | 吳倩蓮、渡邊大樹、奚紅、高子灃、羅麗杉、丁嘉元                                                 | 網站                       |
| 2004年 | 2月5日 - 3月11日         | 射星           | 21   | 全道嬿、朴相勉、李瑞鎮、洪銀姬、趙寅成、卞貞秀                                                 | 網站                       |
| 2004年 | 3月15日 - 6月10日        | 愛情有什麼道理 | 52   | 李泰蘭、金芝荷、柳鎮、金浩振、朴容夏、李榮凡                                                   | 網站                       |
| 2004年 | 6月14日 - 7月20日        | 新娘18歲       | 22   | 韓智慧、李東健、李多海、李儁、劉惠晶、李順載、金海淑、朴亨才                                   | 網站                       |
| 2004年 | 7月21日 - 11月17日       | 超人首部曲     | 68   | 湯姆·威靈、克莉斯汀·克魯克、迈克尔·罗森巴姆                                                    | 網站                       |
| 2006年 | 5月9日 - 6月14日         | 超人首部曲Ⅳ    | 22   | 湯姆·威靈、克莉斯汀·克魯克、迈克尔·罗森巴姆                                                    | 網站                       |
| 2006年 | 6月15日 - 7月24日        | 超人首部曲Ⅴ    | 22   | 湯姆·威靈、克莉斯汀·克魯克、迈克尔·罗森巴姆                                                    | 網站                       |
| 2006年 | 7月25日 - 9月13日        | 危險心靈       | 30   | 黃河、高捷、李烈、蔡燦得、溫昇豪、桂綸鎂、藍正龍、關勇、謝麗金、郭世倫、紀培慧、胡桓瑋         | 網站                       |
| 2006年 | 9月18日 - 11月7日        | 極道學園       | 30   | 包小柏、王傳一、藤岡靛、馬如龍、李偉豪、李佳豫、林彥君、陳瑋萱、張玉澄、朱孟涵、吳欽憲、徐潔兒 | 網站                       |
| 2006年 | 12月13日 - 2007年3月15日 | 貞觀之治       | 50   | 馬躍、苗圃、金士傑、马少骅、孫甯、马精武、朱雷、陸劍民、沈孟生、戈治均、李嘉一、劉真、王東方   | 網站                       |
| 2007年 | 3月19日 - 5月28日        | 越王勾踐       | 41   | 陈宝国、鲍国安、周揚、尤勇、李光洁                                                             | 網站                       |
| 2007年 | 7月11日 - 8月10日        | 我要變成硬柿子 | 20   | 楊銘威、王樂妍、陳德烈、陳意涵、可比、洪詩涵、高以翔、李易、隆宸翰、庹宗華、戈偉如、琇琴       | 網站                       |
| 2009年 | 5月18日 - 6月22日        | 必勝！奉順英   | 21   | 安在旭、蔡琳、柳鎮、朴宣暎                                                                     | 網站（页面存档备份，存于） |
| 2009年 | 6月23日 - 8月19日        | 宮 野蠻王妃    | 34   | 尹恩惠、朱智勳、宋智孝、金楨勳                                                                 | 網站（页面存档备份，存于） |
| 2009年 | 8月20日 - 12月22日       | 大長今         | 71   | 李英愛、池珍熙、林湖、洪利娜、梁美京、朴恩惠、甄美里、呂運計、金昭怡                           | 網站（页面存档备份，存于） |
| 2009年 | 12月23日 - 2010年8月25日 | 大老婆的反擊   | 140  | 金慧渲、吳賢慶、孫賢周、金海淑、吳大奎、安內相                                                 | 網站（页面存档备份，存于） |

##### 週五
| 年份   | 首播期間                 | 劇名     | 集數 | 主演                                                                                         | 網站                       |
| 2007年 | 8月17日 - 2008年1月25日  | 惡女阿楚 | 24   | 曾之喬、王少偉、陳奕、卓文萱、顧寶明、亮哲、比莉、張克帆、王俐人、高明偉、葛蕾、浩角翔起     | 網站                       |
| 2009年 | 10月23日 - 2010年1月15日 | 痞子英雄 | 13   | 周渝民、趙又廷、陳意涵、張鈞甯、修杰楷、趙樹海、湯志偉、乾德門、洪晨穎、吳仲強、秦沛、那維勳 | 網站（页面存档备份，存于） |

##### 週六
| 年份   | 首播期間               | 劇名     | 集數 | 主演 | 網站 |
| 2000年 | 7月1日 - 2003年6月21日 | 麻辣鮮師 | 155  | 謝祖武、葉民志、郭昱晴、杜詩梅、賈欣惠、乾德門、言承旭、林韋君、潘慧如、藍正龍、林佑威、郭鐵人、潘瑋柏、張善為、後藤希美子、林利霏、安以軒、范筱梵、金剛、楊一展、陳德烈、彭曉彤、鍾欣怡、霍建華、徐敏、胡晴雯、明金成 |      |

#### 週日偶像劇
| 年份   | 首播期間                | 劇名           | 集數 | 主演                                                                                             | 網站                       |
| 2001年 | 9月9日 - 12月2日        | 醜女大翻身     | 13   | 郭妃麗、比莉、林孝俊、江浩嘉、林紹奎、張立威、劉智瑋、張敬育、潘慧如、鍾欣凌                     |                            |
| 2002年 | 7月21日 - 11月17日      | MVP情人        | 18   | 顏行書、張韶涵、5566、陳宇凡、高天騏、林立雯、陳喬恩、李興文                                     |                            |
| 2003年 | 1月26日 - 5月11日       | 舞動奇蹟       | 16   | 洪嘉鈴、陳宇凡、張大鏞、方子萱、柯叔元、劉亮佐、林孟瑾、顧瀚畇、魏群芳、王昀、周家瑜、隋棠       |                            |
| 2003年 | 5月18日 - 9月14日       | 海豚灣戀人     | 18   | 張韶涵、許紹洋、霍建華、徐婕兒、林韋君、梁修身、戈偉如、劉瑞琪                                   |                            |
| 2003年 | 9月21日 - 2004年1月4日  | 西街少年       | 16   | 5566、霍建華、劉品言、王心凌、周靂岑、吳懷恩、鐘琴、李志希、陳孝萱、李興文                       |                            |
| 2004年 | 1月25日 - 5月2日        | 雪天使         | 15   | 王宇婕、顏行書、楊謹華、勾峰、唐豐、張復建、張思萍、TORO、高山峰、鍾昀呈、陳博正、王道、王欣逸   |                            |
| 2004年 | 5月9日 - 8月29日        | 紫禁之巔       | 17   | JR、Gino、曾之喬、張思萍、王少偉、徐華鳳、廖峻、高志宏、連偉孝、Kido、Darren、立揚、劉亮佐       | 網站                       |
| 2004年 | 9月5日 - 2005年1月9日   | 天國的嫁衣     | 19   | 王心凌、立威廉、明道、關穎、汪芷榆、張虹、屈旻潔、趙舜、王月、陶傳正、唐家豪、屈中恆、黃玉榮     |                            |
| 2005年 | 1月16日 - 4月10日       | 聽不到的戀人   | 13   | 貴島功一郎、侯湘婷、潘慧如、修杰楷、陳偉嵐、向語潔、倪敏然、李黛玲                               | 網站                       |
| 2005年 | 7月3日 - 10月9日        | 海豚愛上貓     | 14   | 彭于晏、董敏莉、張智堯、柯宇倫、白吉勝、張韶涵、周文賢、潘儀君                                   | 網站                       |
| 2005年 | 10月16日 - 2006年1月8日 | 真命天女       | 14   | S.H.E、郭彥均、陳至愷、余晉、徐貴櫻、林煒、狄志杰、陳玉玫                                        | 網站                       |
| 2006年 | 8月20日 - 11月12日      | 戀愛女王       | 13   | 楊謹華、洪小鈴、卓文萱、張天霖、橫內晶、俞凡鏮、陳德烈、高以翔、張嘉心、黃珮媜、比莉、黃建群     | 網站                       |
| 2006年 | 11月19日 - 2007年3月4日 | 花樣少年少女   | 15   | Ella、吳尊、汪東城、唐禹哲、唐治平、張皓明、龔繼安、Duncan、郭靜純、阮經天、Nissa、高伊玲        | 網站                       |
| 2007年 | 3月11日 - 5月27日       | 熱情仲夏       | 12   | 鄭元暢、五熊、阮經天、張毓晨、張榕容、SCOTT、鄧九雲、蘇見信、唐禹哲、黃鴻升、陳為民、李李仁      | 網站                       |
| 2007年 | 6月3日 - 9月9日         | 換換愛         | 15   | 賀軍翔、楊丞琳、王傳一、Judy、陳妍希、王道、孫沁岳、戈偉如、葉民志、許時豪、涂百鋒、金玉嵐       | 網站                       |
| 2007年 | 9月16日 - 2008年1月27日 | 美味關係       | 20   | 周渝民、侯佩岑、柯有綸、賴雅妍、朱德剛、紀培慧、張永智、鄧九雲、比莉、谷炫淳、徐振偉、           | 網站                       |
| 2008年 | 2月3日 - 5月18日        | 這裡發現愛     | 16   | 周渝民、朱孝天、王傳一、關穎、陳妍希、吳建豪、林美秀、顧寶明、季芹、包小柏、曾志偉               | 網站                       |
| 2008年 | 5月25日 - 8月31日       | 蜂蜜幸運草     | 14   | 鄭元暢、彭于晏、張鈞甯、伊藤千晃、李國毅、蘇慧倫、張翰、陳宇凡                                   | 網站                       |
| 2008年 | 9月7日 - 12月7日        | 不良笑花       | 14   | 楊丞琳、潘瑋柏、藤岡靛、陳妍希、檢場、文英、席曼寧、小Call、是元介、黃柏鈞、龐祥麟、金玉嵐       | 網站                       |
| 2008年 | 12月14日 - 2009年4月5日 | 王子看見二公主 | 16   | 郭品超、陳庭妮、洪卓立、洪子涵、朱德剛、馬世莉、徐宛鈴、苗可麗、白雲、林龍、吳踩蓮兒、顏仲軒     | 網站                       |
| 2009年 | 4月12日 - 7月5日        | 敲敲愛上你     | 13   | 郭品超、明道、吳亞馨、李小璐、蔣怡、張晨光、柏栩栩、周曉涵、馮媛甄、翼勢力、劉尚謙               | 網站                       |
| 2009年 | 7月12日 - 10月11日      | 紫玫瑰         | 13   | 梁文音、黃騰浩、許亮宇、黃柏均、許瑋甯                                                           | 網站（页面存档备份，存于） |
| 2009年 | 11月1日 - 2010年1月31日 | 海派甜心       | 14   | 羅志祥、楊丞琳、李威、吳亞馨、方芳、向語潔、王月、文帥、邵庭、娜娜、江奇霖、劉銳、謝麗金、賴亭君 | 網站                       |

#### 其他時段
| 年份   | 首播期間                 | 劇名           | 集數 | 主演                                                                                           | 網站 |
| 2003年 | 2月10日 - 4月29日        | 情敵           | 24   | 蘇幼貞、金敏晶、金在元、金柱赫                                                                 |      |
| 2003年 | 6月30日 - 10月27日       | 新麻辣鮮師     | 29   | 謝祖武、葉民志、和家馨、周幼婷、杜詩梅、許安安、吳美盈、吳懷中、楊季霖、戴恩傑、綠茶、柯雅馨   |      |
| 2003年 | 9月16日 - 12月23日       | 星願           | 15   | 陳怡蓉、張天霖、張孝全、夏如芝、劉亮佐、鍾欣凌、莊心輔、徐愛心、隋棠、陳若萍、方子萱、劉伊庭   |      |
| 2003年 | 10月4日 - 2004年2月14日  | 單身宿舍連環泡 | 20   | 李威、竇智孔、明金成、安以軒、梁又琳、柯以柔、李佳豫、郭靜純、任磊、張嘉年、易哲理、陳心妤     | 網站 |
| 2003年 | 10月6日 - 11月3日        | 無河天         | 20   | 沈孟生、蔡佳宏、連靜雯、章家瑄、王俐人、吳雪芬、吳懷中、梁修治、譚俊彥、江依潔、陳德烈、劉明仁 |      |
| 2003年 | 11月8日 - 2004年2月14日  | 麻辣學園妙鮮師 | 14   | 謝祖武、葉民志、和家馨、蔡淑臻、杜詩梅、孔令奇、張德鑫、鍾欣愉、柯雅馨、李喆翔、趙宇綺、顧瀚畇 |      |
| 2004年 | 7月4日 - 2005年2月20日   | 暫借人生       | 26   | 張瑜、蕭淑慎、尤勇、吳家麗、孫興、向梅、張植綠、楊波                                           | 網站 |
| 2004年 | 7月31日 - 10月23日       | 戰神           | 13   | 周渝民、徐熙媛、安鈞璨、蕭瀟、本多RuRu、修杰楷、賴雅妍                                         | 網站 |
| 2004年 | 10月30日 - 2005年1月29日 | 愛情魔戒       | 14   | 鄭元暢、錢韋杉、白吉勝、郭世倫、勾峰、仇政、吳中天、黃僅雯、蕭穎                               | 網站 |
| 2004年 | 11月22日 - 12月14日      | 升空高飛       | 14   | 陳浩民、張玉華、江祖平、庹宗華、祝釩剛、何妤玟、張瓊姿、龍天翔、勾峰、謝易穎、羅志峰、楊宗霖   | 網站 |
| 2004年 | 12月15日 - 2005年3月1日  | 愛在星光燦爛時 | 41   | 李康宜、賴雅妍、王傳一、曾少宗、安鈞璨、張庭偉、申東靖、徐貴櫻、仇政、勾峰、唐琪               | 網站 |
| 2005年 | 3月6日 - 10月30日        | 我的淘氣天使   | 22   | 李小璐、常鋮、張丹峰                                                                           |      |
| 2005年 | 3月6日 - 7月29日         | 華視有夠讚     | 99   | 鄭志偉、馬維欣、王夢麟、席曼寧、閃亮三姊妹                                                     | 網站 |
| 2005年 | 4月17日 - 6月26日        | 孤戀花         | 11   | 袁詠儀、李心潔、庹宗華、蕭淑慎、高捷                                                           |      |
| 2005年 | 4月17日 - 9月4日         | 少年卡布奇諾   | 20   | 龍澤、張峰奇、蔡裴琳、王婉霏、張雅淳、張魁、胡佩璉、孟庭麗、馬維欣、內田忠克、官家宇、傅天穎   |      |
| 2005年 | 9月11日 - 2006年1月29日  | 我的明星男友   | 18   | 張敏、柯俊雄、徐華鳳、陳明真、關建瑩、邱琦雯、曾暐雲                                           |      |
| 2005年 | 10月24日 - 11月15日      | 聖稜的星光     | 17   | 楊祐寧、李康宜、張大鏞、吳立琪、陳為民、張少懷、林金郎、林永恆                                 | 網站 |
| 2006年 | 1月3日 - 6月10日         | 籃球的天空     | 22   | 查德·麥可·莫瑞、詹姆斯·萊佛迪、希拉蕊·柏頓、班瑟妮·裘依葛蕾蒂                                  | 網站 |
| 2006年 | 4月2日 - 8月12日         | 愛上小男人     | 20   | 張玉華、林佑威、喧妮、馮瑋君、林煒、林立洋、王宇婕、葉蓉庭、吳懷中、陳偉嵐、洪其德             | 網站 |
| 2006年 | 7月25日 - 10月11日       | 白銀谷         | 45   | 杜雨露、寧靜、侯勇、劉威、趙君、劉莉莉                                                         | 網站 |
| 2006年 | 10月12日 - 12月12日      | 縣令黃馬褂     | 35   | 張世、胡可、石涼、高秀敏、郭冬臨、趙琳、李進榮、任斯璐、陳銳、李法曾、韓月嬌、盧星宇、肖肖     | 網站 |
| 2007年 | 8月27日 - 10月2日        | 超人首部曲Ⅵ    | 22   | 湯姆威靈、克莉絲汀克露克、麥克盧梭                                                             | 網站 |
| 2009年 | 1月1日 - 2月17日         | 超時空博士     | 41   | 基斯杜化·艾克斯頓、大衛滕南特                                                                  | 網站 |

## 外部連結
- 華視全球資訊網（页面存档备份，存于）
- 華視全球資訊網 - 節目表（页面存档备份，存于）
- 華視全球資訊網 - 歷史節目資料庫（页面存档备份，存于）